# Tesco (nemzetközi cég)

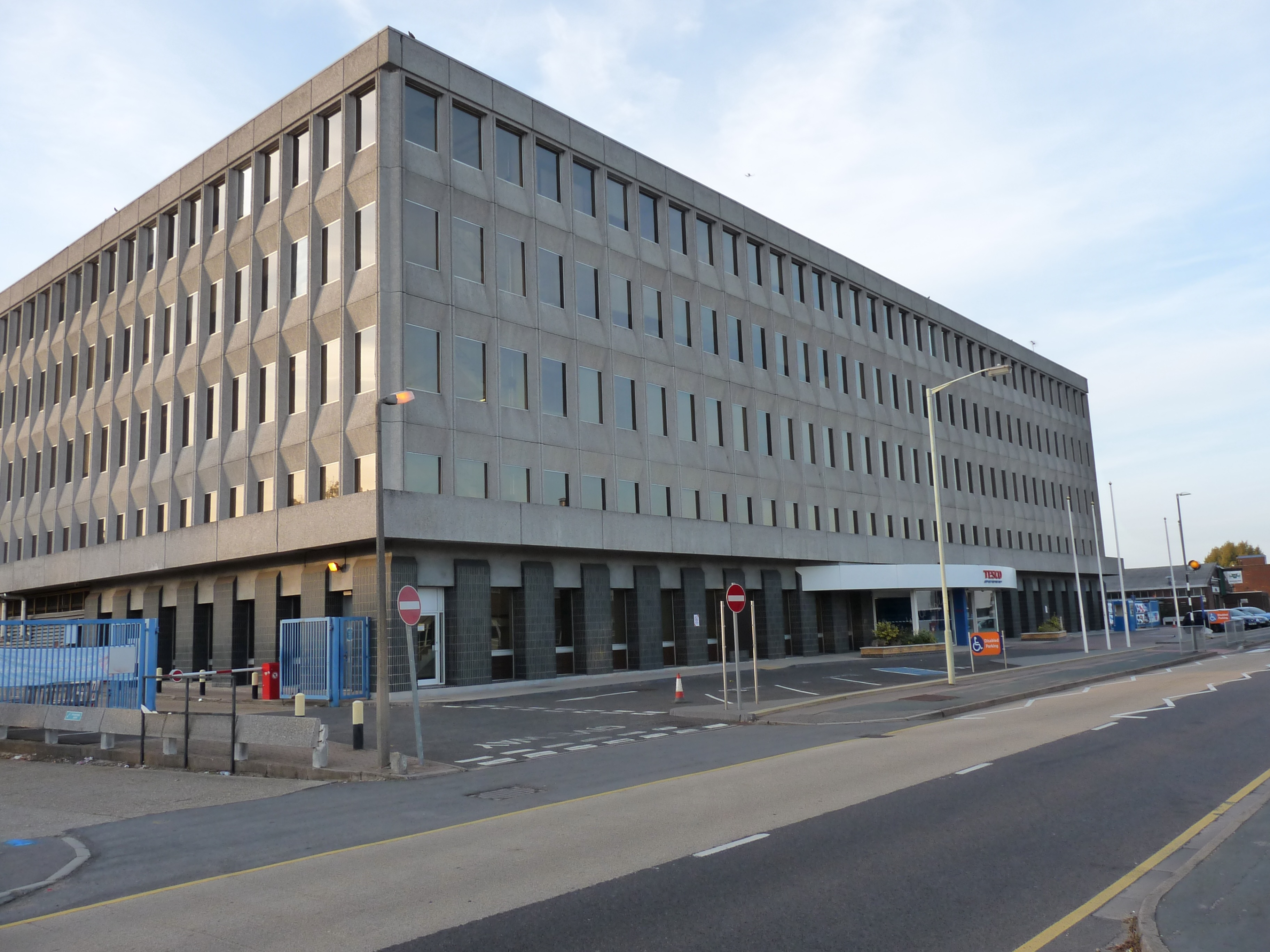
Tesco House - a Központi Iroda

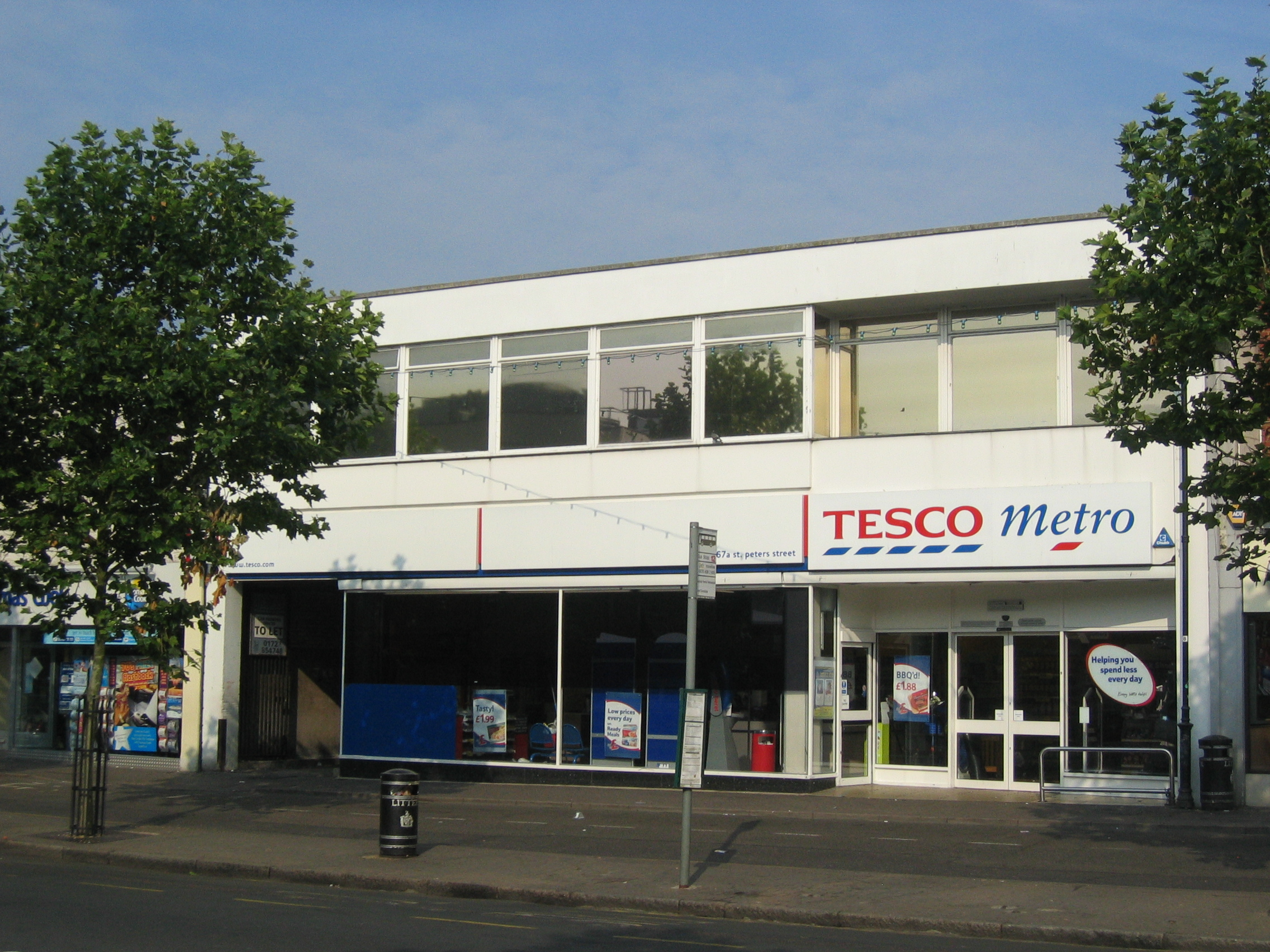
Még ma is működik a Tesco első önkiszolgáló áruháza St Albansban, London közelében

A Tesco egy angliai székhelyű nemzetközi kiskereskedelmi áruházlánc. Központja az Egyesült Királyságban, Welwyn Garden City városában található. Világszerte 5381 üzletet üzemeltet.

## Kereskedelmi profilja
A kiskereskedelmi tevékenység fő ágazatai:
- Food (élelmiszerek)
- Non-food (egyéb áruk, például ruhaneműk, kultúrcikkek, tartós fogyasztási cikkek stb.)

## Története az Egyesült Királyságban

### A név eredete
A Tesco név a T.E. Stockwell teaszállító partnernek és az alapító Cohen nevének összevonásából származik. Egy elterjedt tévhit szerint azonban a cégnév Tessa Cohennek, az alapító Sir Jack Cohen feleségének nevéből származik. Ez azonban alaptalan, mivel az alapítónak soha nem volt Tessa nevű felesége.

### A cég alapítása
A Tesco céget 1919-ben Jack Cohen alapította. Apja zsidó vallású. Cohen az első világháborúban a brit légierő pilótája volt. 21 évesen, a leszereléskor kapott 30 fontból vállalkozásba kezdett: felvásárolta a hadsereg élelmiszer-feleslegét és azt egy kordéról árusította London Hackney negyedében.
Kitartó munkával hamarosan bővíteni tudta az üzletkörét. A Tesco név először teásdobozokon jelent meg az 1920-as években.
Az első Tesco áruház 1929-ben nyílt Burnt Oakban (Edgware, London).

### A második világháború után
A céget 1947. december 23-ától jegyzik a londoni tőzsdén. A második világháború után Angliában is megjelentek az önkiszolgáló áruházak, így 1948-ban Jack Cohen St. Albansban megnyitotta az első önkiszolgáló Tescót (amely a mai napig működik Tesco Metro áruházként).
Az első szupermarket 1956-ban nyílt, Maldonban.
Ezzel elindult a Tesco folyamatos fejlődése:
- Az 1950-es évek végén, az 1960-as évek elején több száz üzletet és áruházat vásárolt fel Angliában (például a Victor Value-t), így az angol piac meghatározó cégévé nőtte ki magát.
- 1994-ben felvásárolta a William Low nevű skót szupermarketláncot, amivel átvette a Sainsbury'stől az első helyet a brit kiskereskedelmi piacon.

### Válság 2014-ben
2014. október 23-án lemondott Richard Broadbent, a Tesco elnöke, miután a cég eredménye több mint 90 százalékkal zuhant és a néhány hete kiderült, hatalmas mértékű előzetes eredménykalkulációs hiba is nagyobbnak bizonyult az addig becsültnél. A legnagyobb brit kiskereskedelmi hálózat a Londoni Értéktőzsdén (LSE) bejelentette, hogy a 2014. augusztussal zárult 6 hónapban az összes tételt tartalmazó adózás előtti eredmény 91,9 százalékkal 112 millió fontra (44 milliárd forintra) csökkent változatlan területű eladótérre számolva. Az egyszeri tételek és leírások kiszűrésével mért alapszintű adózatlan eredmény 46,6 százalékkal esett, 783 millió fontra. A Tesco cég bejelentette azt is, hogy a 2014-es üzleti évének első felére előzetesen kalkulált eredményét 263 millió fonttal becsülte túl. Korábban 250 millió fontos eredménytúlbecslésről volt szó.

## Története az anyaországon kívül

### Országok, ahol jelen van
- Magyarország
- Írország

Elterjedése

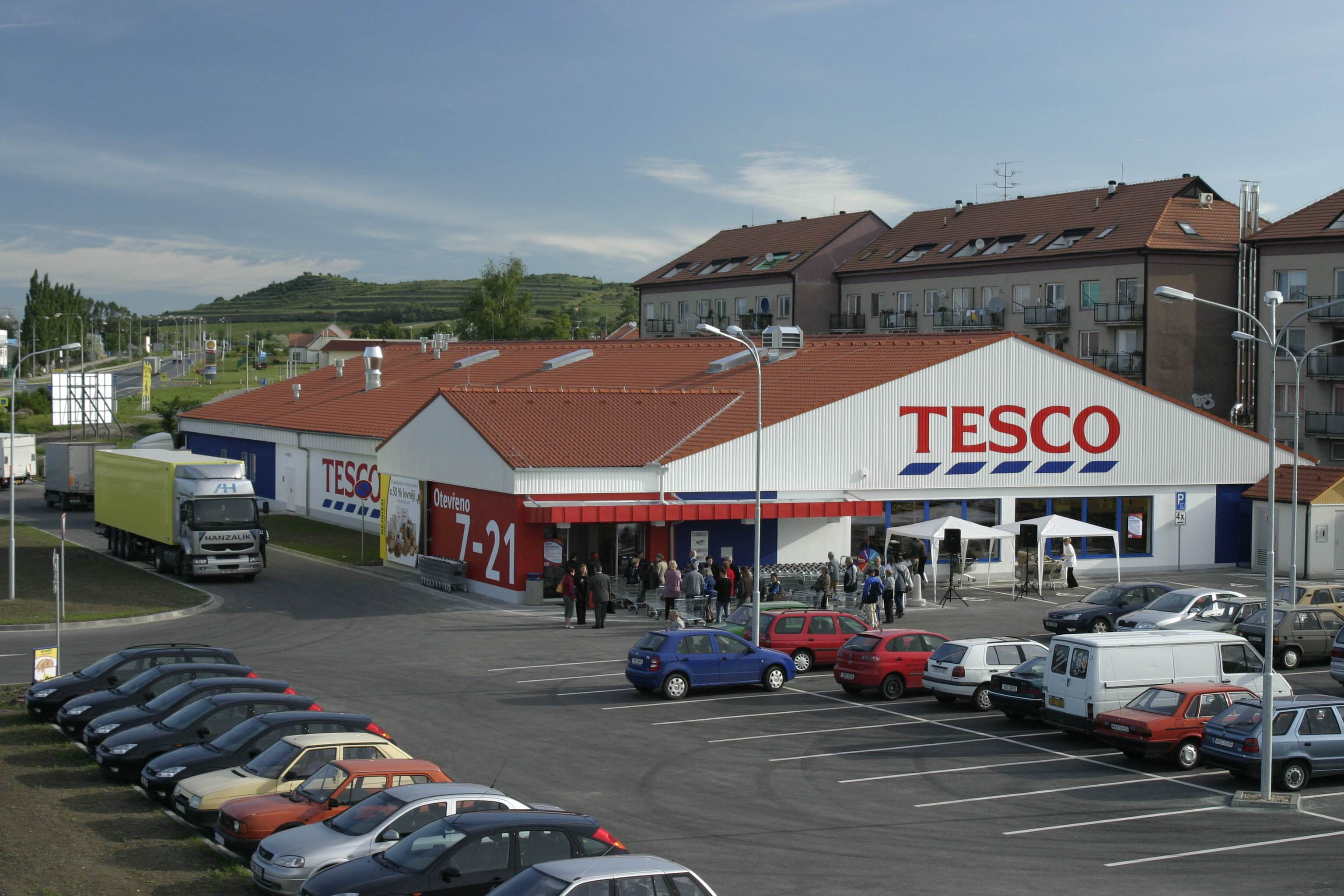
Tesco szupermarket (Mikulov, Csehország)

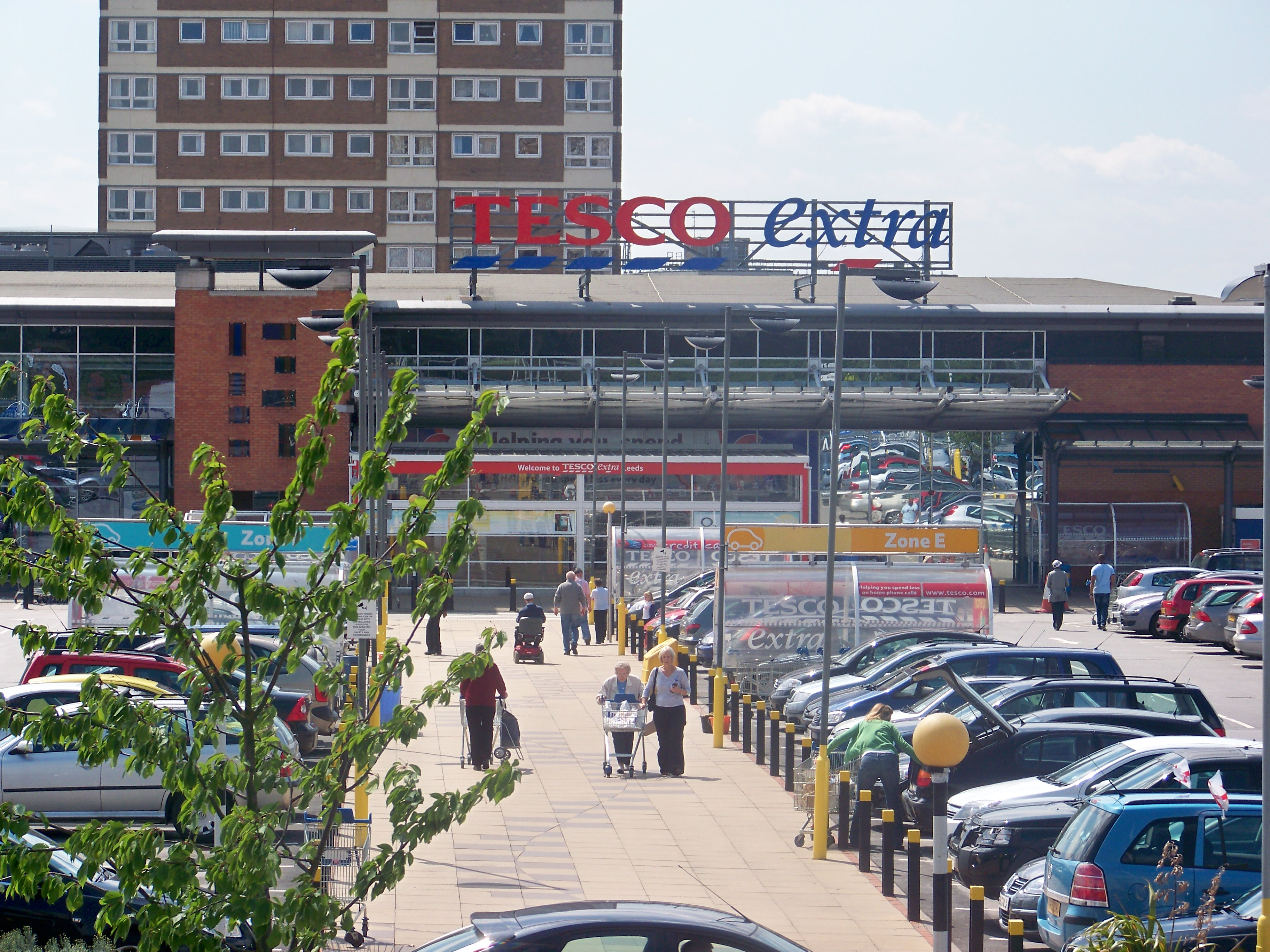
Tesco, Leeds

A Tesco 1962-ben alapította meg ír leányvállalatát Power Supermarkets Limited néven, Dublin központtal. Ez volt az első külföldi ország, ahol megvetette a lábát. Folyamatosan terjeszkedett, de évtizedekig csak egy volt az ír szupermarketláncok között. A nagy előrelépés 1997 májusában történt, amikor megvásárolta a Quinnsworth-t és a Crazy Pricest, az Associated British Foods plc. két áruházláncát. Ezzel vezető pozícióba került az ír piacon. A Power Supermarkets Limited nevét Tesco Ireland Limited névre változtatták, a meglévő és a frissen vásárolt áruházakat is így Tesco-sémára alakították át.
2004-ben nyitották meg az első hipermarketet Dublinban, de terjeszkedni kezdtek közért típusú üzletekkel is Tesco Express néven.
- Franciaország

A Tesco 1992 és 1997 között tulajdonosa volt egy Catteau nevű bolthálózatnak, mára azonban egyetlen áruháza „maradt”, ezt 1995-ben nyitotta Calais-ban. Ezzel az volt a céljuk, hogy olcsóbban szállítsák a bort Angliába, így ugyanis jobban megéri és elkerülhetőek bizonyos költségek.
- Csehország

A Tesco 1996-ban nyitott, felvásárolta az USA-beli K-mart 6 áruházát (ezek mind a mai napig működnek, „klasszikus” áruház formában).
2006-ban átvette a cseh piacról kivonuló Carrefour hipermarketeit.
- Szlovákia
- Lengyelország
- Törökország

2003-ban a Tesco felvásárolta a KIPA nevű szupermarketláncot. Ez az akkor még összesen öt áruházzal rendelkező, kisméretű regionális lánc szolgált „belépőként”, hogy megvesse lábát a fejlődő török piacon. 2005-ben kezdődött meg a terjeszkedés: újabb két áruházat nyitottak.
- Thaiföld
- Kína
- Malajzia

A Tesco 2001-ben alapította malajziai leányvállalatát, amely 2002-ben nyitotta meg első áruházát. Azóta több hipermarkettel rendelkezik, de csak az ország félszigeti részén, annak is a déli tengerparti sávjában (a legnagyobb városok az ország ezen részén vannak).
- Dél-Korea
- India
- Indonézia

1977-ben nyílt meg az első áruházuk, majd 1999-ben kivonult a Tesco az országból. 2007-ben újra az indonéz piacra lépett a brit áruházlánc.

### Országok, ahonnan kivonult
- Tajvan

A Tesco 2000-ben jelent meg a tajvani kiskereskedelmi piacon, de 2005 végén elcserélte áruházait a Carrefourral annak csehországi hipermarketeire.
- Japán

A Tesco Japánban, 2003-as piacra lépését követően több mint száz Curukame nevű szupermarket tulajdonosává vált, de 2007-ben megnyitották Tokióban az első Tesco Express áruházat is. A szokásokkal ellentétben azonban itt nem hipermarketet jelöl a megnevezés (mint például Nagy-Britanniában), hanem kb. 300–400 m2-es mini-szupermarketeket. Kilenc évnyi próbálkozás után feladta és 2013 elejére kivonult a Japán piacról.
- USA

A Tesco fresh&easy márkanévvel indított szupermarketláncot 2007 elején az Amerikai Egyesült Államokban, ott szokatlannak számító, kb. 1400 m2-es áruházakkal. 2013. november 23-án bejelentette, hogy lezárult a Fresh & Easy üzletlánc értékesítése.
- Dél-Korea

1999-ben a Tesco és a Samsung közös befektetésként létrehozta a Homeplus bolthálózatot Dél-Koreában. 2011-ben jelentős sikereket értek el a „virtuális szupermarket” okostelefon alkalmazás segítségével az online értékesítés területén is. A 2014/2015. évi pénzügyi krízist követő, Dave Lewis új vezérigazgatóhoz köthető, gazdálkodási fordulat egyik következménye volt a Homeplus hálózat eladásáról szóló döntés, melyet 2015. szeptember 7-én jelentettek be.

### Országok, ahol meg akar telepedni
- Oroszország

A nagyon dinamikusan fejlődő orosz kiskereskedelmi piacra szeretne betörni a Tesco azzal, hogy új üzleteket nyit, vagy megveszi a piacvezető X5 csoportot. (Ebben érdekelt lehet még a Walmart és a Carrefour is.)
- Horvátország

## A Tesco Magyarországon
A Tesco 1994-ben jelent meg Magyarországon, amikor felvásárolta a Global bolthálózatát. Ez a cég Magyarország északnyugati részén, főleg Győr-Moson-Sopron megyében volt elterjedt és kisebb üzleteket (S-market), valamint néhány szupermarketet üzemeltetett.
A Tesco még 1994-ben megnyitotta az első, önálló szupermarketét Szombathelyen, az Oladi lakótelepen. Kétéves bevezető időszak után 1996 novemberében nyitotta első hipermarketét a budapesti Pólus Centerben.
1997-re elkészült a második fővárosi hipermarket (a Fogarasi úton), majd 1998-ban megkezdődött az országos terjeszkedés.
A Tesco a második legnagyobb brit befektető és munkaadó Magyarországon, több mint 24 000 embernek ad munkát.[forrás?]

## A Tesco védjegyei
A Tesco számos kereskedelmi védjegy jogosultja.
A Tesco 1998-ban vezette be az ún. saját márkás termékeket, és az általa forgalomba hozott termékeken egyéb, saját tulajdonában álló védjegyet (a kereskedelem nyelvén: márkát) alkalmaz.
- Tesco Gazdaságos/Tesco Value: Az elsőnek bevezetett saját márkás termékcsalád. Alacsony árai miatt népszerű. Jellegzetes a kék-piros-fehér külső.
- Tesco Színes: A Value termékeknél jobb minőségű termékek.
- Tesco Fitt: Csökkentett zsír, és emelt vitamint vagy ásványi anyagot tartalmazó termékek.
- Cherokee: A Tesco saját ruházati márkája.
- F&F: A Tesco saját ruházati márkája, minőségben „magasabb” szinten van, mint a Cherokee.
- Technika: A Tesco saját elektronikai márkája.
- FreeFrom: A Tesco saját laktóz- és gluténmentes termékeinek márkája.